# Newman Island
Newman Island ist eine vereiste und 25 km lange Insel vor der Ruppert-Küste des westantarktischen Marie-Byrd-Lands. Sie liegt inmitten des Nickerson-Schelfeises.
Der United States Geological Survey kartierte sie anhand eigener Vermessungen und mithilfe von Luftaufnahmen der United States Navy aus den Jahren zwischen 1959 und 1965. Das Advisory Committee on Antarctic Names benannte sie 1966 nach James Franklin Newman, Stabsoffizier in der sogenannten Task Force 43 bei der Operation Deep Freeze des Jahres 1966.